# Isabel, Kansas
Isabel är en ort i Barber County i Kansas. Vid 2010 års folkräkning hade Isabel 90 invånare.